# Aniversario

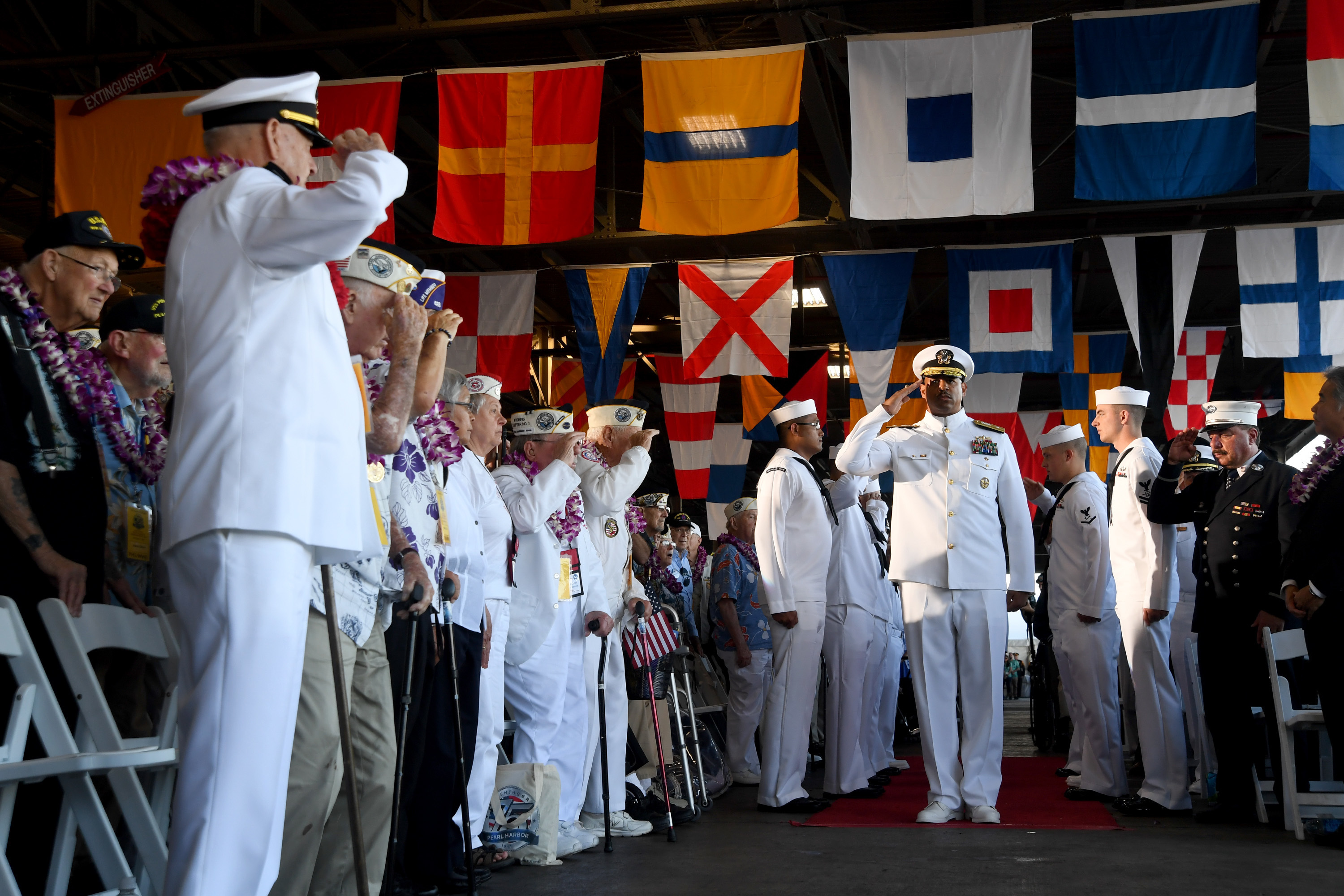
Conmemoración del 75 aniverzario del ataque a Pearl Harbor

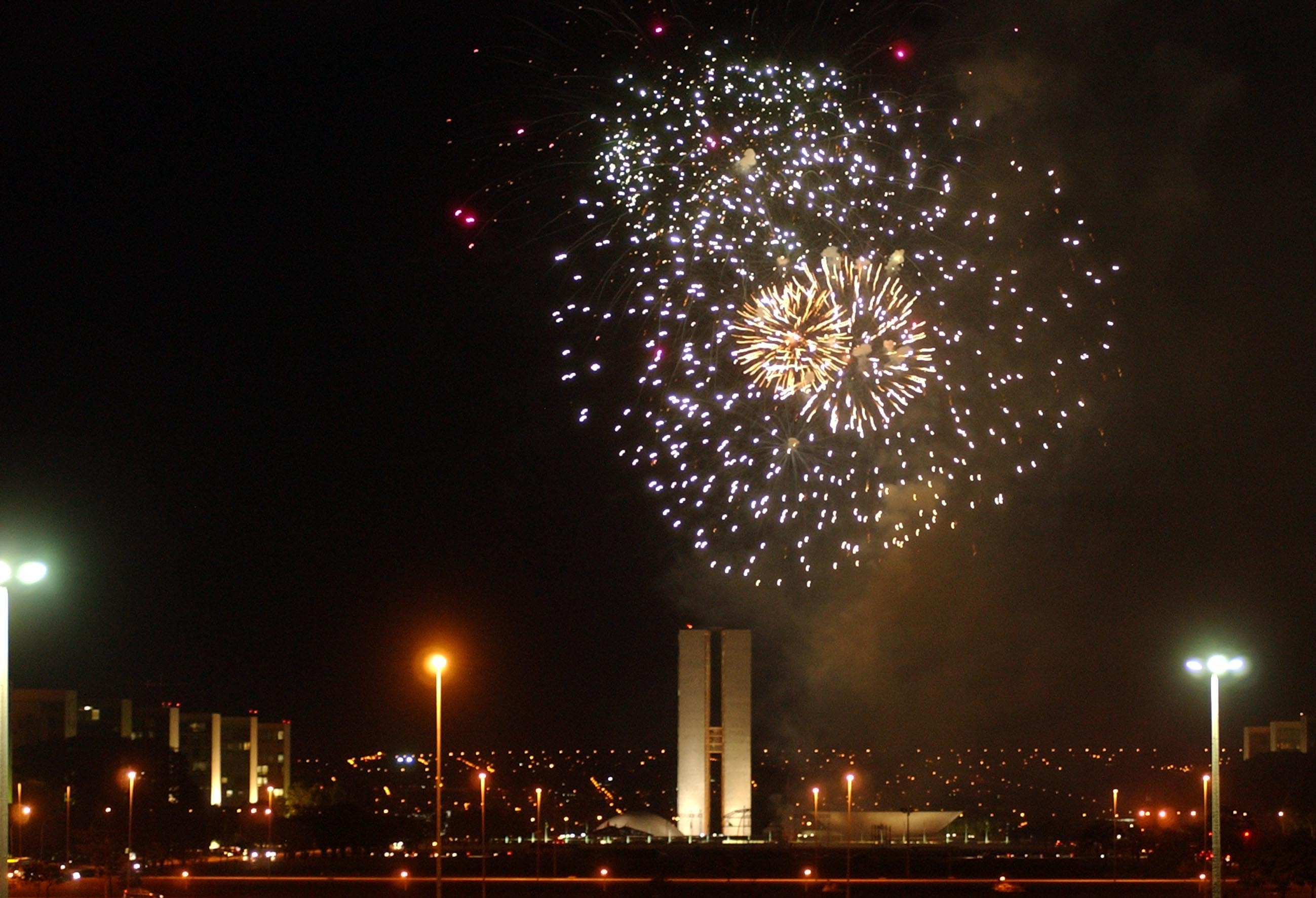
Conmemoración en Brasilia del centenario de la emigración japonesa a Brasil

El aniversario es el día del año en que se cumplen años de un acontecimiento y este es conmemorado. Una lista de aniversarios que ocurren en un día específico se llama efemérides. El aniversario más común es el cumpleaños, en que se celebra la fecha de nacimiento de un ser vivo.
Los aniversarios en su origen sirvieron únicamente para recordar la memoria de los mártires, en cuyo concepto casi todas las fiestas que celebra la Iglesia son otros tantos aniversarios. Después se han generalizado para celebrar la memoria de sucesos de toda clase, especialmente los acontecimientos gloriosos o las épocas de mayor esplendor de las naciones.
Muchos países del mundo celebran aniversarios nacionales, que pueden referirse al Día de la Independencia de la nación o la adopción de una nueva constitución o forma de gobierno.
El número de años que han transcurrido entre el acontecimiento y la celebración se indican frecuentemente con números romanos. Además, los nombres de los aniversarios nacionales suelen tener nombres latinos.
- Cincuentenario - 50 años
- Centenario - 100 años
- Sesquicentenario - 150 años
- Bicentenario - 200 años
- Tricentenario - 300 años
- Cuatricentenario - 400 años
- Quincentenario - 500 años
- Octocentenario - 800 años
- Milenario - 1000 años

En estos últimos casos, se suele emplear un ordinal: tercer centenario, quinto centenario, octavo centenario, décimo centenario; y, en la lengua escrita, se suele indicar en números romanos.

## Aniversarios de bodas
Los aniversarios de bodas se celebran el mismo día del año en que tuvo lugar la boda. Realmente, cada cinco años se pueden celebrar aniversarios especiales. Lo que más se celebran son las 'Bodas de Plata' a los 25 años y las 'Bodas de Oro' a los 50 años.
Estos son los diferentes nombres para los aniversarios de boda:
1. Bodas de Papel
2. Bodas de Algodón
3. Bodas de Cuero
4. Bodas de Seda
5. Bodas de Madera
6. Bodas de Hierro
7. Bodas de Lana
8. Bodas de Bronce
9. Bodas de Arcilla
10. Bodas de Aluminio
11. Bodas de Acero
12. Bodas de Hilo
13. Bodas de Encaje
14. Bodas de Marfil
15. Bodas de Cristal
16. Bodas de Hiedra
17. Bodas de Alhelí
18. Bodas de Cuarzo
19. Bodas de Madreselva
20. Bodas de Porcelana
21. Bodas de Roble
22. Bodas de Cobre
23. Bodas de Agua
24. Bodas de Granito
25. Bodas de Plata
26. Bodas de Rosas
27. Bodas de Azabache
28. Bodas de Ámbar
29. Bodas de Granate
30. Bodas de Perla
31. Bodas de Ébano
32. Bodas de Cobre
33. Bodas de Estaño
34. Bodas de Amapola
35. Bodas de Coral
36. Bodas de Sílex
37. Bodas de Piedra
38. Bodas de Jade
39. Bodas de Ágata
40. Bodas de Rubí
41. Bodas de Topacio
42. Bodas de Jaspe
43. Bodas de Ópalo
44. Bodas de Turquesa
45. Bodas de Zafiro
46. Bodas de Nácar
47. Bodas de Amatista
48. Bodas de Feldespato
49. Bodas de Circón
50. Bodas de Oro
51. Bodas de Esmeralda
52. Bodas de Diamante
53. Bodas de Platino
54. Bodas de Titanio
55. Bodas de Brillantes
56. Bodas de Castaño
57. Bodas de Mármol
58. Bodas de Alabastro
59. Bodas de Ónix
60. Bodas de Hueso